# オー!マイ・ガール!!
『オー!マイ・ガール!!』は、2008年10月14日から同年12月9日まで、日本テレビで毎週火曜日22:00 - 22:54（JST、初回は23:09まで）に、火曜ドラマ枠で放送されていた日本のテレビドラマ。全9回。主演は速水もこみち。

## あらすじ
貧乏ながらも、気ままな1人暮らしを送る自称：ケータイ小説家・山下耕太郎は、義姉で女優・大空ひなこの頼みで、強引に彼女の隠し子で人気子役・桜井杏を預かる破目になってしまう。しかも、杏は可愛い顔とは反対に大人びて生意気な性格だった。当初は、そんな杏の我侭に翻弄される耕太郎だったが、次第に人との関わりの温かさを思い出す。

## キャスト
山下 耕太郎（やました こうたろう） - 速水もこみち
本作の主人公。24歳。自称：ケータイ小説家だが、全く売れず、現在はフリーライターとして『週刊タイフーン』編集部に出入りしている。直情的で単純、根はお人好しだが、要領が悪い。両親の葬儀に出席しなかった義姉・ひなこをかなり嫌悪しているが、ひょんな事から、彼女の娘・杏を預けられる破目になる。以来、彼女に翻弄され、峰子に無理難題を押し付けられ、彼女達をかなり厄介に思っているが、次第に絆を深める。
藤 峰子（ふじ みねこ） - 加藤ローサ
芸能事務所『トルネードプロダクション』所属のマネージャー。23歳。かつては、ひなこを担当していたが、彼女の失踪後は杏を担当している。仕事には一生懸命で、自身も「出来る女」と自負するが、実際の実力は伴わない。頼りない耕太郎が杏を預かる事に不満があり、彼とは対立している。杏を心配するあまり、耕太郎に無理難題を押し付ける。
安野 真貴子（やすの まきこ） - ともさかりえ
『週刊タイフーン』事務デスク。29歳。耕太郎を優しく見守り、彼曰く「癒しの存在」だが、実はバツイチのシングルマザー。子供の為に家事と仕事を両立させようと努めている。人当たりは柔らかいが、芯は強い。
石田 健（いしだ けん） - 岡田義徳
『週刊タイフーン』編集者。30歳。世渡り上手で、仕事も出来る。要領が悪い耕太郎の尻拭いをさせられており、彼が編集部に出入りする理由が分からず、不満に感じている。
桜井 杏（さくらい あん） - 吉田里琴（子役）
本作のヒロイン。『トルネードプロダクション』所属で、高い人気を誇る天才子役。6歳。ひなこの娘だが、隠し子である為、世間には隠している。奔放な母親に育てられ、幼少時から芸能界に携わっていた為、世間では愛らしく振る舞うも、実際は子供の癖に女王様気質。母・ひなこの頼みで、耕太郎の家に住む事になる。当初は、彼をこき使っていたが、次第に親子の絆が生まれる。先述の通り出生・家族等に秘密がある。
渋谷 加恵（しぶや かえ） - 高橋ひとみ
ひなこのマンションの隣の家に住む専業主婦。42歳。夫は一流企業の会社員。息子・裕太を溺愛する。ミーハーで噂好き。耕太郎と杏の関係が気になり、裕太と共に調査に乗り出す。
渋谷 裕太（しぶや ゆうた） -入江甚儀
加恵の1人息子。14歳の中学生。実は桜井杏のファン。母と共に耕太郎と杏の観察をする。
篠宮 睦美（しのみや むつみ） -篠原真衣
『週刊タイフーン』雑用係。22歳。短大卒業後、特にやりたい事が見つからず、現在の会社にアルバイトとして働いている。
平川 敦（ひらかわ あつし） - 平沼紀久
『週刊タイフーン』編集者。27歳。石田の後輩。仕事はそつなくこなし、オン・オフの切り替えが上手い。石田と共に取材に出る事が多いが、野心はあまり強くない。
ビワ（犬） - 竹矢ベル
杏の飼い犬で、品種はオールド・イングリッシュ・シープドッグ。かつて杏の主演映画で共演したが、彼女の誕生日に飼われる事になる。杏には従順だが、耕太郎にはあまり懐かず、彼を世話係と思っているらしい。
大空 ひなこ（おおぞら ひなこ） - YOU
耕太郎の義姉で杏の母親。36歳。男女から幅広い支持を集める人気女優。自由奔放で自己中心的、人の言う事はあまり聞かず、耕太郎から「勝手な女」と、嫌われている。「ハリウッドでオーディションを受ける」と言い残して、杏を耕太郎に預け、失踪してしまう。
菅原 弘文（すがわら ひろふみ） - 古田新太
『週刊タイフーン』編集長。45歳。泰然としているが、時に訳が分からぬ笑みを浮かべる。いつも耕太郎が書いた記事を徹底的にこきおろしている。非常に口が悪い。
石坂 和夫（いしざか かずお） -鹿賀丈史
『トルネードプロダクション』社長。55歳。掴み所が無く、峰子を翻弄し、自身は悠然としている。事務所に自分専用のバーカウンターを作り、夜はそこで嗜んでいる。

## スタッフ
- 脚本：武田有紀、高橋麻紀、白石まみ、渋谷直子
- 演出：吉野洋、久保田充、長沼誠
- 音楽：羽毛田丈史
- プロデューサー：三上絵里子、秋元孝之（アベクカンパニー）
- 製作・著作：日本テレビ放送網

## サブタイトル
| 各話                                           | 放送日         | サブタイトル                                             | 脚本     | 演出     | 視聴率 |
| ---------------------------------------------- | -------------- | -------------------------------------------------------- | -------- | -------- | ------ |
| 第1話                                          | 2008年10月14日 | オレは召使じゃない! 家にワガママちびっ子女優がやってきた | 武田有起 | 吉野洋   | 8.3%   |
| 第2話                                          | 2008年10月21日 | お金がない!! 犬と少女は家なき子?                         | 高橋麻紀 | 久保田充 | 8.3%   |
| 第3話                                          | 2008年10月28日 | 韓流スターでパニック!? 同棲疑惑を晴らせ!                 | 武田有起 | 吉野洋   | 8.0%   |
| 第4話                                          | 2008年11月4日  | パパの試練!! 叱るって何? 火事で愛情ビンタ                | 白石まみ | 久保田充 | 6.5%   |
| 第5話                                          | 2008年11月11日 | 夢の代金80万円!? ケータイ小説家は諦めない                | 高橋麻紀 | 長沼誠   | 8.1%   |
| 第6話                                          | 2008年11月18日 | ママが帰ってくる!? 嘘とホントのプレゼント                | 武田有起 | 吉野洋   | 6.6%   |
| 第7話                                          | 2008年11月25日 | 秘密がバレる!? 俺にしか書けない本当のこと                | 渋谷直子 | 長沼誠   | 7.0%   |
| 第8話                                          | 2008年12月2日  | 死んでなかったパパ! 父になれない男の真意                 | 高橋麻紀 | 久保田充 | 6.3%   |
| 最終回                                         | 2008年12月9日  | オレ達は家族 母と娘の絆…さよならの決断                   | 武田有起 | 吉野洋   | 8.0%   |
| 平均視聴率7.5%（ビデオリサーチ調べ・関東地区） |                |                                                          |          |          |        |

※『学校じゃ教えられない!』に続いて全放送回・平均ともに1桁となってしまった。

## スピンオフドラマ
第2日本テレビ（日テレの動画ポータルサイト）内で配信中。
- プロデューサー：三上絵里子 秋元孝之 柳内久仁子
- 脚本：三田卓人
- 演出：加藤伸一（アズバーズ）

| 各話 | タイトル                |
| ---- | ----------------------- |
| #0   | マネージャーたるもの…。 |
| #1   | 勝負!                   |
| #2   | 犯人はあなたです!       |
| #3   | 明日は給料日            |
| #4   | 女優のジョーシキ        |
| #5   | 着信アリ                |
| #6   | ビワはビンワン          |
| #7   | まだまだ秘密が!?        |
| #8   | 声が出ない              |
| #9   | マネージャー 藤峰子     |

## 主題歌
- コブクロ「時の足音」（ワーナーミュージック・ジャパン）
  - 余談だが、劇中（最終話）での安野の送別会のシーンでは居酒屋のBGMとしてコブクロの楽曲「蕾」が流れている。